# 片野実之助
片野 実之助（かたの じつのすけ、1876年 - 1945年）は、日本の保険学者。元大阪高等商業学校（現大阪公立大学）校長。

## 人物・経歴
東京出身。1893年東京府尋常中学校（現東京都立日比谷高等学校）卒業。1898年高等商業学校（現一橋大学）本科卒業。三重県立四日市商業学校教諭を経て、1905年から2年間休職し、文部省外国留学生としてドイツ、イギリス、アメリカ合衆国に留学した。帰国後、山口高等商業学校教授を経て、1915年から市立大阪高等商業学校校長を務め、母校東京高等商業学校との連絡を強化するなどした。太平洋海上火災保険監査役なども務めた。1945年死去。
義理の娘（息子・実雄の配偶者）は松竹楽劇部の初代トップスターだった飛鳥明子（本名：片野〈旧姓・松田〉貞子）。

## 著作
- 『取引所論』1915年
- 『保險講義案』1929年
- 『家事経済読本』1942年